# 米山芳春
米山 芳春（よねやま よしはる、1966年 - ）は、日本のJICA職員。埼玉県出身。独立行政法人国際協力機構（JICA）ラオス事務所長。

## 人物・経歴
埼玉県出身。1984年、埼玉県立浦和高等学校卒業。1988年、上智大学理工学部卒業。大学卒業後、国際協力事業団（現・国際協力機構）に入団。同機構タイ事務所、ラオス事務所次長、東南アジア・大洋州部次長等を経て、2017年に同機構ラオス事務所長に就任。